# Sclerocactus intertextus
Sclerocactus intertextus är en kaktusväxtart som först beskrevs av Georg George Engelmann, och fick sitt nu gällande namn av Nigel Paul Taylor. Sclerocactus intertextus ingår i släktet Sclerocactus och familjen kaktusväxter. Inga underarter finns listade i Catalogue of Life.